# Schloss Weyhern

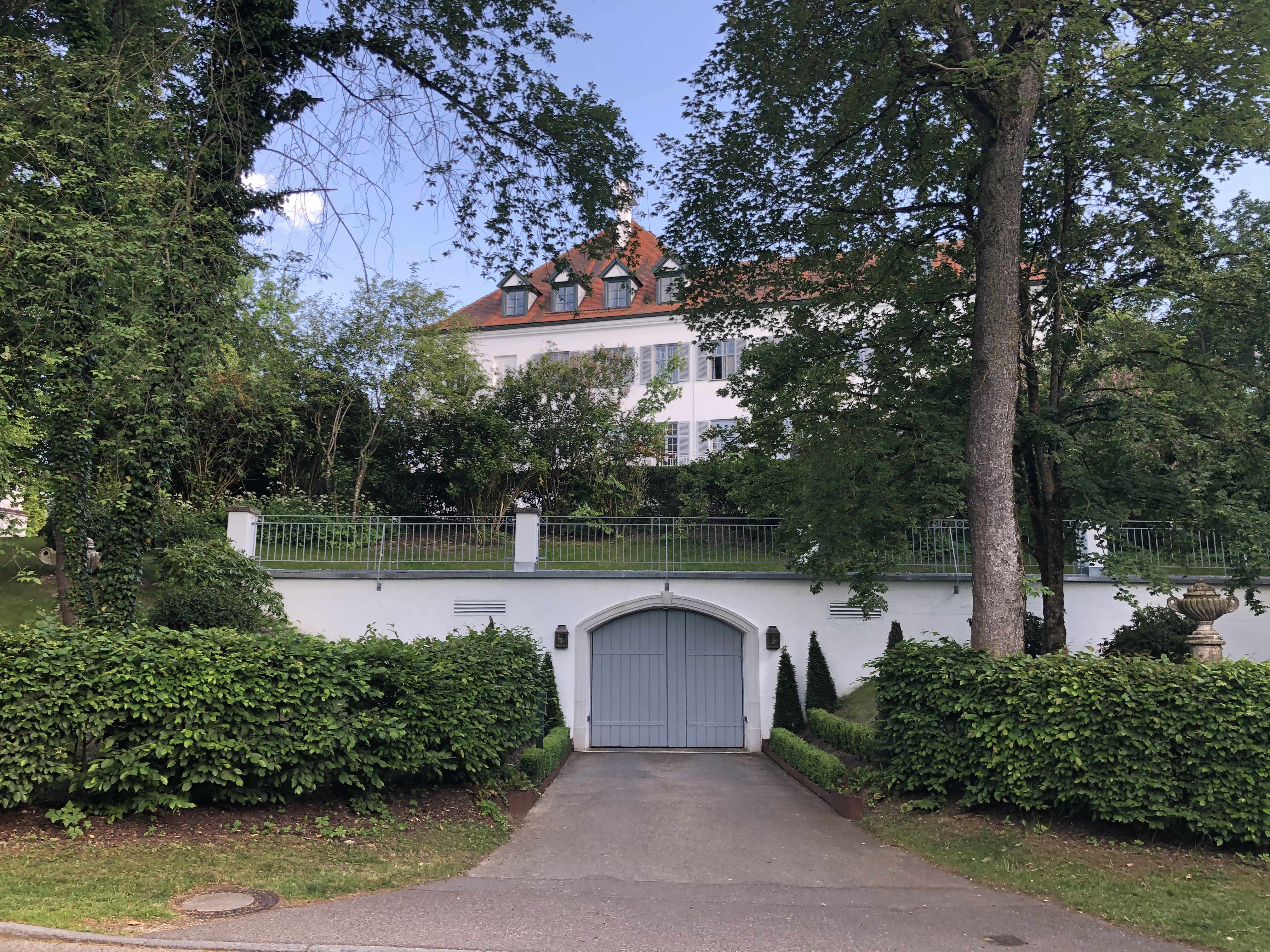
Schloss Weyhern

Schloss Weyhern (Kupferstich von Michael Wening, um 1720)

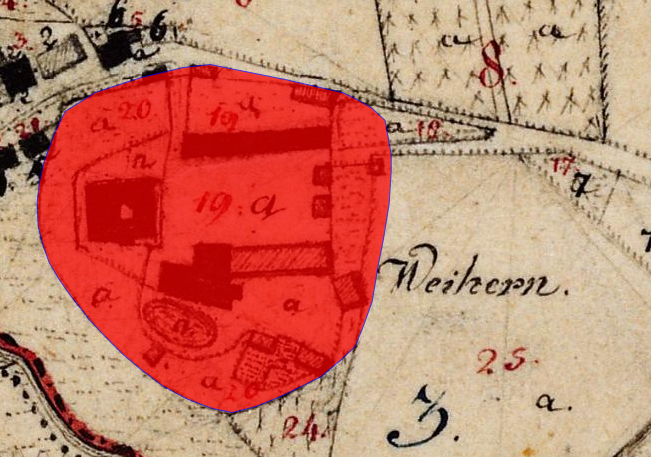
Lageplan von Schloss Weyhern auf dem Urkataster von Bayern

Schloss Weyhern ist ein stattlicher dreigeschossiger barocker Walmdachbau von neun mal sechs Achsen mit rückwärtigen Nebenflügeln um einen quadratischen Innenhof. Im Südflügel befindet sich die Schlosskapelle. Zusammen mit den weitläufigen Wirtschaftsgebäuden des Gutshofes und der ehemaligen Tafernwirtschaft bildet das Schloss den Gemeindeteil Weyhern der oberbayerischen Gemeinde Egenhofen. Die Anlage ist unter der Aktennummer D-1-79-117-16 als Baudenkmal verzeichnet. „Untertägige mittelalterliche und frühneuzeitliche Befunde im Bereich von Schloss Weyhern und seiner Vorgängerbauten mit zugehörigem Wirtschaftshof“ werden zudem als Bodendenkmal unter der Aktennummer D-1-7732-0125 geführt.

## Geschichte
Weyhern wird erstmals 1190 als Sitz eines Ortsadels genannt. Diese Burg, in Spornlage auf einem Hügel über der Glonn gelegen, wurde zeitweise von herzoglichen Pflegern verwaltet.
Der geheime Rat und bayerische Hofkammerpräsident Christoph von Neuburger errichtete 1596 an gleicher Stelle ein Schloss, welches im spanischen Erbfolgekrieg 1704 Zerstörungen erlitt.
Das heutige Schloss geht auf einen weitgehenden Neubau für Johann Baptist von Ruffini zurück, welcher die Hofmark 1720 erworben hatte. Der imposante Dachstuhl ist datiert 1721. 1826 kaufte der badische Schnupftabackfabrikant und Gutsbesitzer Karl Ludwig Freiherr von Lotzbeck die Anlage und ließ die Hauptfassade durch Jean Baptiste Métivier klassizistisch umgestalten. Der Zwerchgiebel der Schaufassade trägt seither das Lotzbeck´sche Wappen. Auch die Gesellschaftsräume des ersten und zweiten Obergeschosses wurden im Stil der Gärtnerzeit neu gestaltet. Alfred von Lotzbeck begründete in Schloss Weyhern eine reiche Bibliothek und eine Kunstsammlung mit dem Schwerpunkt auf der Malerei und der Graphik des 19. Jahrhunderts. Die Kunstsammlung wurde 1890 nach München verlegt und ist heute Teil der Neuen Pinakothek. Wertvolle Bücher mit Exlibris „Freiherrlich von Lotzbeck'sche Familien-Fideicommiss-Bibliothek auf Schloss Weyhern“ tauchen vereinzelt in dem Antiquariatsmarkt auf.
Erhalten sind Wand- und Deckenmalereien von Joseph Schwarzmann und dessen Assistenten Andreas Edmeyer und Reste der Innendekoration von Friedrich Bürklein sowie die barocken Schlosskapelle. Die einst bedeutende Möbelausstattung des 19. Jh. wurde dem Kunstmarkt zugeführt, nur wenige Einzelstücke gelangten in öffentliche Sammlungen.

## Beschreibung
1983 wurde das lange unbewohnte „verrottete“ Schloss durch die Tenuta-Wohnbau-GmbH des Münchner Projektentwicklers Franz E. Schilke nach Plänen des Architekturbüros Alexander von Branca in ein „Kondominium“ mit Eigentumswohnungen aufgeteilt. Die beiden die Dachsilhouette prägenden zentralen Kamine mussten dabei einer Vielzahl von Einzelkaminen weichen. Der bis dahin vollständige originale Fensterbestand des 18. Jh. ging verloren. Der Wirtschaftshof, welcher zuvor den Ehrenhof des Schlosses bildete, wurde rechtlich und räumlich abgetrennt.
Umgeben wurde das Schloss ehemals von einem Park im englischen Stil, in dem sich seit 1859 ein Denkmal für Karl Ludwig von Lotzbeck befindet. Die ehemalige Hauptzufahrt von Osten ist von einer Lindenallee gesäumt.
Die Gebäude des Wirtschaftshofes sind bis auf das ältere ehemalige Brauereigebäude südöstlich des Neubauten aus der Zeit Lotzbecks, der das Gut zu einem landwirtschaftliche Musterbetrieb entwickelte. Inzwischen sind auch die Wohn- und Wirtschaftsgebäude des Ehrenhofes, die barocke Tafernwirtschaft von 1793 und die klassizistische ehemalige Orangerie verkauft und umgenutzt. Der Bau der Glonn abwärts liegende Furthmühle bei Egenhofen geht ebenfalls auf die Erneuerungen Lotzbecks zurück und wurde bereits 1921 aus dem Gutsbetrieb heraus verkauft.

## Varia
Das Schloss und die zugehörige Anlage waren Hauptdrehort der 1974 und 1976 im ZDF ausgestrahlten Mini-Science-Fiction-Serie von Reiner Erler Das Blaue Palais.

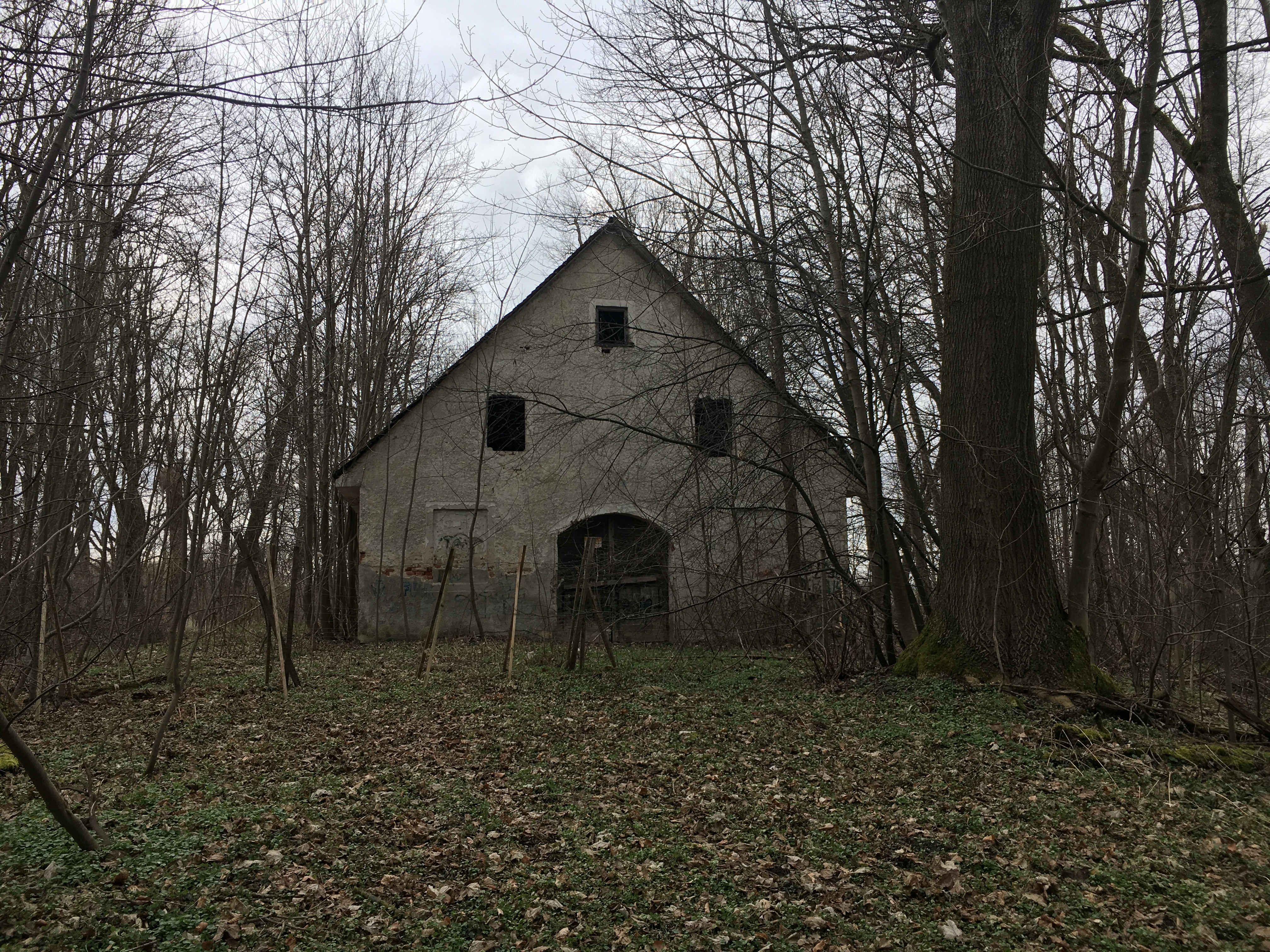
Frontansicht des ehemaligen Sommerkellers

Ungefähr 500 Meter nordöstlich von der Schlossanlage entfernt befindet sich die Ruine des Sommerkellers der ehemaligen Schlossbrauerei in einem kleinen Waldstück zwischen Egenburg, Egenhofen und Weyhern. Das Gebäude wird seit vielen Jahrzehnten nicht mehr benutzt und ist stark zerfallen.

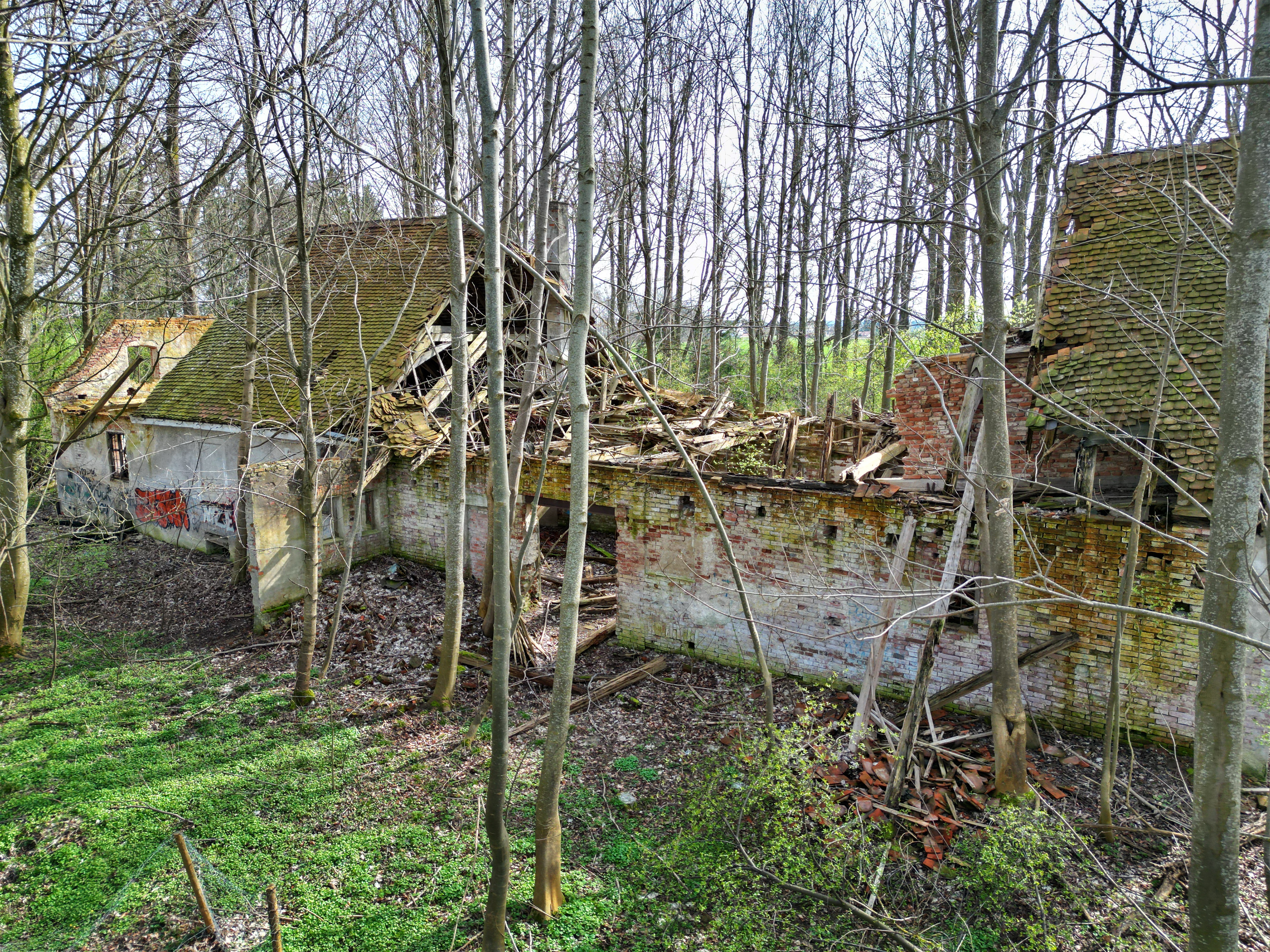
Sommerkeller Weyhern 2024

Das Haus entstand im 19. Jahrhundert. Es handelt sich um einen eingeschossigen Putzbau mit Satteldach. Das gesamte Anwesen ist unterkellert. Ungefähr 80 Meter südlich von dem verfallenen Eiskeller befindet sich die Feldkapelle Schloss Weyhern.